# روبرت أندرسون (لاعب كريكت نيوزلندي)
روبرت أندرسون (2 أكتوبر 1948 بكرايستشرش في نيوزيلندا - ) (بالإنجليزية: Robert Anderson)‏ هو لاعب كريكت نيوزلندي. شارك مع منتخب نيوزيلندا الوطني للكريكت.

## وصلات خارجية
- روبرت أندرسون على موقع إي آس بي آن كريك إنفو (الإنجليزية)